# Quatre de couple

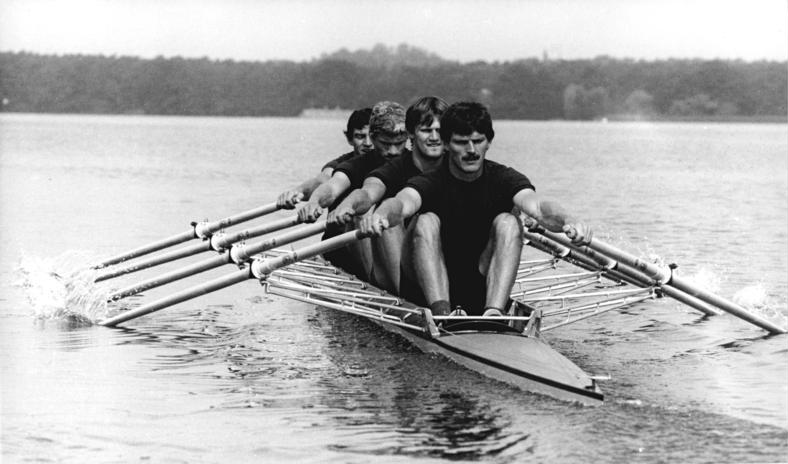
Quatre de couple de la RDA en 1982.

Le quatre de couple est une discipline d'aviron à quatre rameurs où les rameurs tiennent deux rames : une bâbord et une tribord. Pour les placer, ils utilisent le système dit TGV (Tribord Gauche Vert) : la verte se place donc à gauche, la rame tribord se place toujours au-dessus de la rame bâbord.
En aviron de mer, le quatre de couple est généralement barré, la nomenclature précise devrait donc être 4X+ contrairement à la nomenclature 4X qui désigne un quatre de couple non barré, comme c'est le cas pour les autres bateaux armés en couple (1X et 2X).